# Gruppo Sportivo Hockey Trissino
El Gruppo Sportivo Hockey Trissino, también conocico de forma abrevidada como GSH Trissino, es un club de hockey sobre patines de la localidad italiana de Trissino, en la región del Véneto. Fue fundado en el año 1961 y actualmente milita en la Serie A1 italiana.
Desde su fundación el club ha pasado por las categorías D, C y B, hasta conseguir su primer ascenso a la máxima categoría en 1974. Desde el mencionado ascenso siempre ha jugado en la Serie A1, excepto en las temporadas 1981-82, 1984-85, 1993-94, 1995-1996, 2004-05 y 2010-11 en las cuales que disputó la Serie A2.  
Entre sus logros deportivos más destacados figuran la Liga Europea de 2022, los campeonatos de liga de 1978 y 2021-22 y la Copa de Italia de 1974 ganada a doble partido ante el AFP Giovinazzo.

## Palmarés
- 2 Liga de Italia: 1978, 2021-22
- 2 Copa de Italia: 1974, 2021-22
- 1 Supercopa de Italia: 2022
- 1 Liga Europea: 2022
- 1 Copa Intercontinental: 2022

## Plantilla 2022-2023
| - (1) Stefano Zampoli (portero) - (6) Andrea Malagoli - (7) Giulio Cocco - (10) Giovanni Bovo (portero) - (11) Filippo Schiavo |  | - (17) Joao Pinto - (55) Joan Galbas - (66) Jordi Méndez - (71) Davide Gavioli - (87) Francisco Ipiñazar |